# ALCO RS-8
As locomotivas Diesel-Elétricas ALCO RS-8, compradas pela RFFSA em 1959, foram fabricadas pela American Locomotive Company nos EUA. Estas por sua vez chegaram ao Brasil com motorização original de 900 hp. Houve a troca dos pistões originas, que eram de bronze, por pistões cabeça de aço, desta forma suportando um maior impacto e ficando com a motorização atual de 1050 hp. Atualmente todas elas estão revisadas e com instrumentação de bordo computadorizadas. São locomotivas de uso misto, isto é, para uso de passageiros e de carga. As ALCO RS-8 se tornaram tradicionais e famosas no Nordeste do Brasil devido ao seu tempo de uso (todas com mais de 60 anos de operação), à sua resistência e à sua eficiência. Também se tornaram patrimônio histórico no imaginário popular regional por meio do Trem do Forró e afins.